# 堀越村 (新潟県)
堀越村（ほりこしむら）は、かつて新潟県北蒲原郡にあった村。

## 沿革
- 1889年（明治22年）4月1日 - 町村制施行に伴い北蒲原郡堀越村、百津村、下金田村、境新田、荒屋村、大野地村、金沢村、深町村、里村、上中野目村、市野山村、上中村、土橋村、福田村、新飯田村、野地城村、庄ケ宮村、七石村、中野村、田中村、牧島村、境新村、五分一村、越御堂村、小境新村、中潟新村新田が合併し、堀越村が発足。
- 1918年（大正7年）11月29日 - 村役場が移転[1]。
- 1955年（昭和30年）4月15日 - 北蒲原郡水原町、分田村と合併し、水原町を新設して消滅。

## 交通

### 道路
- 若松街道（二級国道115号新潟平線、現・国道49号）